# Composición tipográfica

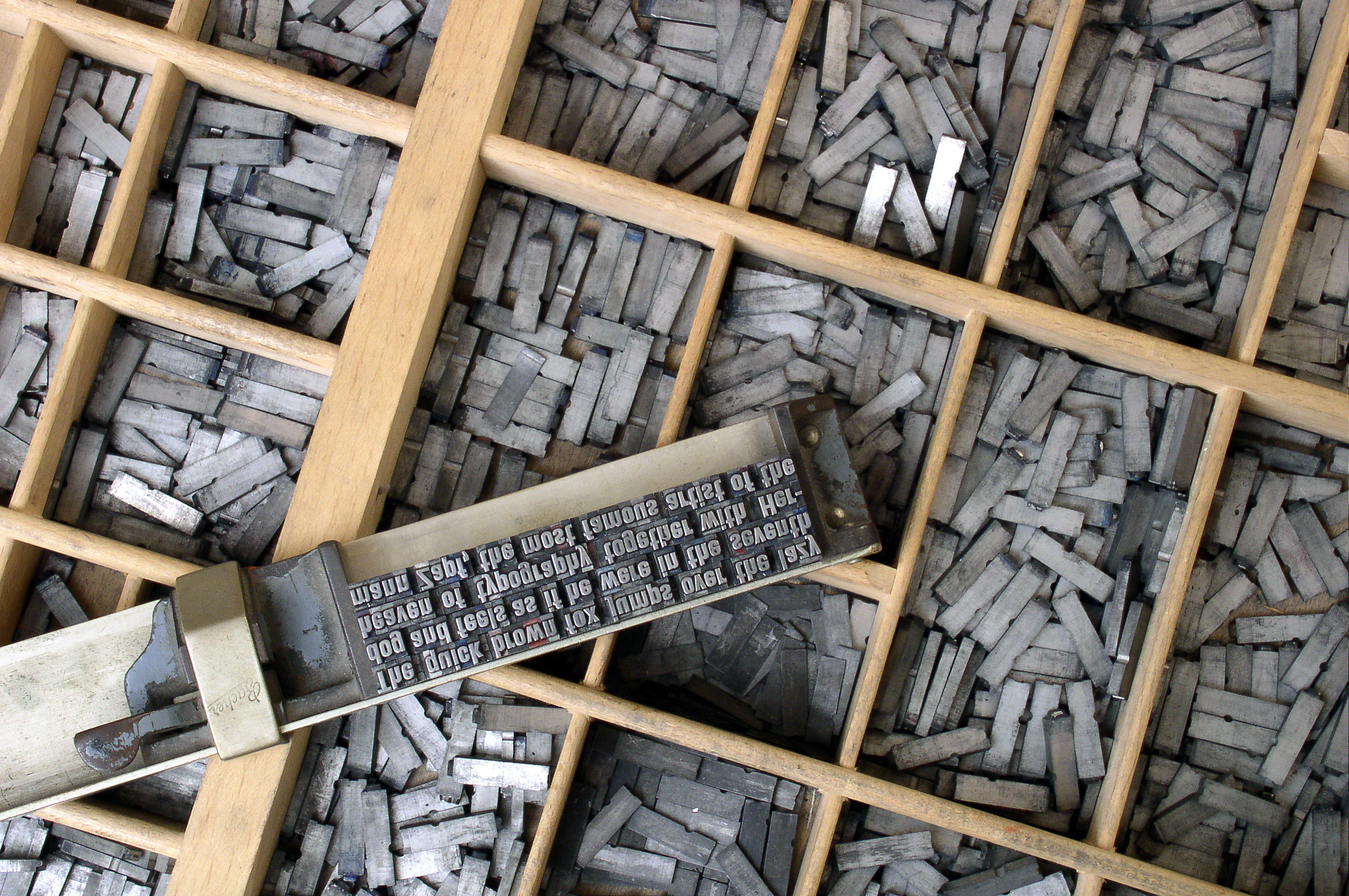
Tipo móvil en una clavija de composición en una caja de tipos.

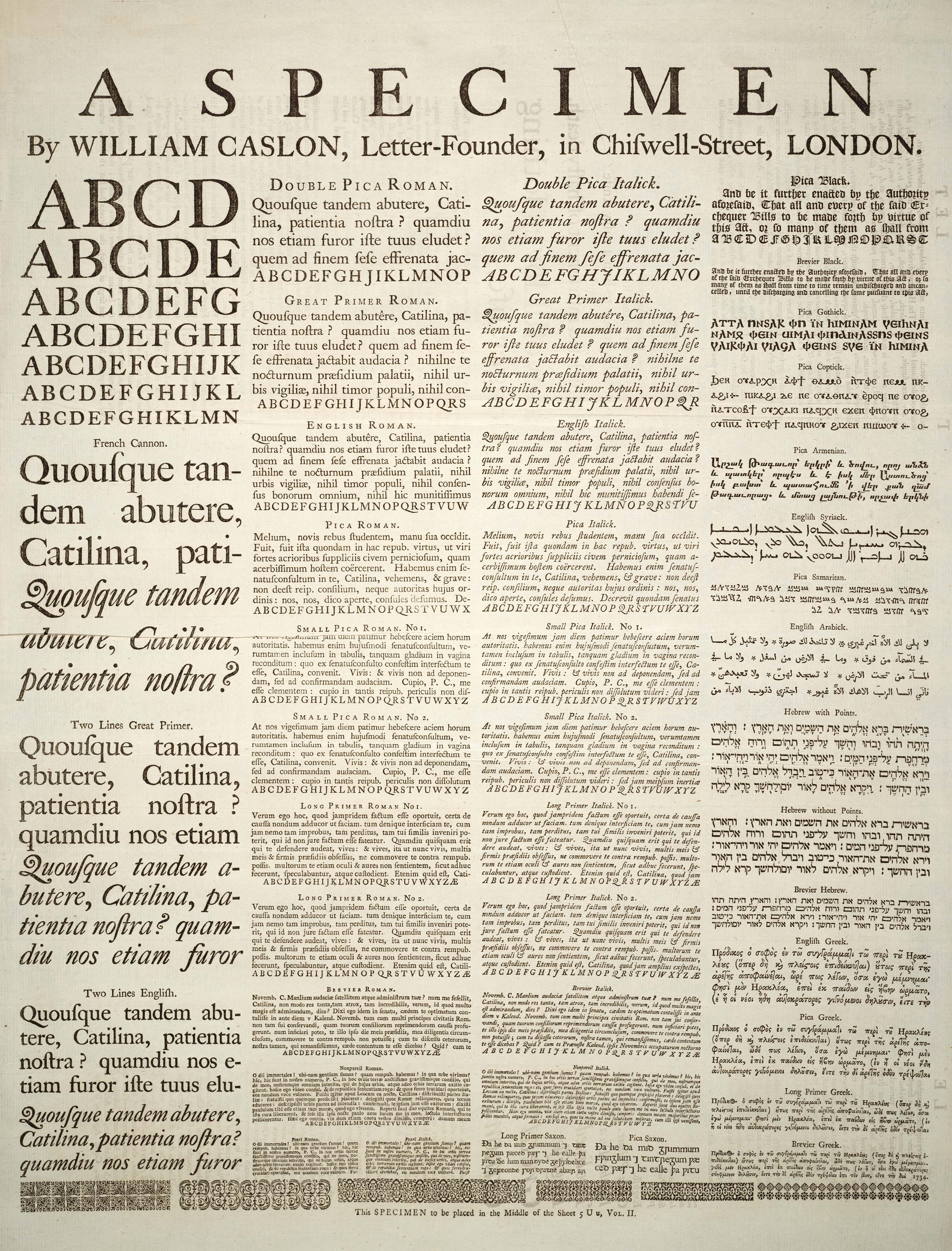
Una hoja de espécimen emitida por William Caslon, de la edición de 1728 de Cyclopaedia.

Diagrama de un tipo de metal fundido.

La composición tipográfica es la disposición de texto en líneas mediante la colocación de tipos físicos o sus equivalentes digitales. Se emplean letras y otros símbolos (tipos móviles en los sistemas mecánicos y glifos en los digitales) almacenados, ordenándolos según la ortografía de la lengua para su visualización. La composición requiere el proceso previo de diseñar un tipo de letra. Tradicionalmente, un efecto significativo de la composición era la facilidad con que se detectaba la autoría, lo cual dificultaba las copias no autorizadas.

## Era predigital

### Composición manual
Durante gran parte de la era de la impresión tipográfica, los tipos móviles se colocaban a mano para cada página. Se juntaban tipos de metal moldeado para formar palabras, después renglones, luego párrafos y, por último, páginas de texto, y se apretaban entre sí, dejándolos a la misma altura respecto al papel, creando una superficie uniforme de tipos. Se colocaba este conjunto en una prensa, se aplicaba tinta y se realizaba la impresión en papel.